# Rudolf Heß
Rudolf Walter Richard Heß (újabb írásmóddal Hess, ejtsd: hesz) (Alexandria, Egyiptom, 1894. április 26. – Nyugat-Berlin, 1987. augusztus 17.) nemzetiszocialista politikus, Adolf Hitler helyettese. A második világháborút követően Nürnbergben bíróság elé állították és életfogytig tartó börtönre ítélték.

## Élete
A család apai ágon a németországi Wunsiedelből (egy Bajorország Felső-Frankföld kerületéhez tartozó városból) származott, édesapja, Fritz Heß és édesanyja, Klara Münch is kereskedőcsalád sarja; az apa maga is nagykereskedő volt. Heß az egyiptomi Alexandriában született, 1894. április 26-án. Itt végezte el az alapiskolát, majd 1908-ban Godesbergben (ma Bad Godesberg, Bonn kerülete) egy evangélikus iskolába iratkozott be. Érettségi után a svájci Neuchâtelben az École Supérieure de Commerce francia nyelvű kereskedelmi iskolát is elvégezte.
Az első világháborúban egy bajor önkéntes ezredben harcolt. Háromszor sebesült meg a fronton, egyszer súlyosan (Romániában tüdőlövést kapott). Harcolt többek között Verdun ostrománál. A világháború után kommunistaellenes szervezetekben harcolt. Hitlerrel 1920-ban ismerkedett meg, és hamarosan személyi titkára lett. Részt vett a müncheni sörpuccsban, ezért elítélték; a landsbergi börtönben főnökével együtt raboskodott. Itt segédkezett annak Mein Kampf című műve megírásában. Mivel Hitler nem szeretett írni, neki diktálta írógépbe a szöveget. 1933-tól Hitler helyettese az NSDAP-ban, tárca nélküli birodalmi miniszter és számos egyéb cím birtokosa lett. Aláírását viselik többek között a nürnbergi faji törvények, ő találta ki a Heil Hitler! köszöntést és a Führer elnevezést is. Az 1930-as évek második felében fokozatosan háttérbe szorult a törtető Hermann Göring mögött, aki azontúl Hitler második embere lett.
Angliába való repülésére az – egyik, feltételezett – ok, hogy nem tudta elviselni, hogy a Führer nem őt, hanem Göringet jelölte ki utódjául. A britbarát külpolitikai nézeteiről ismert Albrecht Haushofer egyetemi tanárral már évekkel azelőtt együttműködtek. Heß szerint a németek és az angolok a tökéletes árja fajhoz tartoznak, ezért együtt a világ uraivá válhatnak. Heß mindig közeledni próbált az angolok felé, és angolul is szívesen tanult. Számára elfogadhatatlan és felfoghatatlan volt, hogy az angolok nem így tekintenek rájuk, és gyűlölik Hitlert.
1941. május 10-én titokban Nagy-Britanniába repült, hogy a két ország közötti békekötésről tárgyaljon, s elérje azt, hogy a britek a németekkel közösen lendüljenek támadásba a kommunista Szovjetunió ellen. Hitler Heß elrepülése után két napig várt, majd érzékcsalódásoktól és illúzióktól megtévesztett őrültnek nyilvánította, cáfolva annak felhatalmazását. Heß tárgyalásai így sikertelenek maradtak. Repülőútja, annak körülményei ma is vitatéma a történészek körében. Egyesek szerint nem is Heß érkezett meg Nagy-Britanniába, hanem egyik hasonmása (mivel Heßt megölték). Mások szerint a brit titkosszolgálat vette rá az utazásra. Nem tisztázott az sem, hogy Hitler tudott-e a repülésről, de mindenesetre rettenetesen félt attól, hogy Heß esetleg elárulja az angoloknak a Barbarossa-tervet, a Szovjetunió megtámadását. A háborús balsikerek miatti nyomasztó idegállapotban levő Hitler azt hangoztatta, hogy Heßt kivégeztette volna, ha az angolok kiadják Németországnak.

Göring és Heß (jobbra) a nürnbergi per tárgyalótermében

Miután tárgyalásai sikertelennek bizonyultak, Heßt a Towerbe zárták. A háború végén Nürnbergben bíróság elé állították. A tárgyaláson nem használt tolmácsot, élt annak lehetőségével, hogy beszél angolul. A nürnbergi perben az ellene felhozott négy vádpontból kettőben találták bűnösnek: „békeellenes bűncselekmények” („agresszív háború kitervelése és előkészítése”), és „összeesküvés” más német vezetőkkel bűncselekmények elkövetésére. A nürnbergi börtönbe megérkezve bevezették annak parancsnokához, Burton C. Andrus ezredeshez, aki a helyi szabályokat adta tudtára. Heß jelezte, hogy nincs szüksége tolmácsolásra, mert beszél angolul. Andrus erről nem vett tudomást és továbbra is kizárólag tolmács útján volt hajlandó értekezni vele.
Nem találták vétkesnek a háborús bűnök és az emberiség ellen elkövetett bűncselekmények vádpontokban, azonban életfogytiglani börtönre ítélték, amit Spandau börtönében kellett letöltenie, amelynek őrzését a négy győztes nagyhatalom havonkénti váltású őrszemélyzettel látta el. Minden év márciusában, júliusában és novemberében szovjetek őrizték a börtönt, s ilyenkor a foglyok életkörülményei a durvább bánásmód miatt megnehezültek. Heß aktívan figyelte a hidegháborút és annak aktuális alakulása alapján terveket kovácsolt arra vonatkozólag, ha kiszabadul és újra fontos politikai szerepet játszhat. Régi párttársaiból és vele együtt fogvatartott náci prominensekből álló kormánynévsor összeállításán munkálkodott és rádióbeszédet írt, amelyben bejelentette volna, hogy a „nyugati megszálló hatalmak segítségével átvette a nyugati megszállási övezetek területén egy német kormány vezetését”.
1987-ben, 93 évesen halt meg a spandaui börtönben. Halála körülményei tisztázatlanok. Valószínűleg öngyilkos lett, de felvetődött annak a lehetősége is, hogy brit kommandósok gyilkolták meg. Rudolf Heß sírja eredetileg a család temetkezési helyén, Wunsiedelben volt, ami neonáci szervezetek zarándokhelye lett. Heß végrendeletében azt kérte, hogy ott temessék el, ahol szülei nyugszanak, és ahol családi nyaralójuk állt. A helyi evangélikus egyházközség először beleegyezett Heß kérésébe, ám 2011 júliusában mégis úgy döntött, hogy nem hosszabbítja meg a lejáró bérleti szerződést. Heß testét ezért a család beleegyezésével 2011. július 25-én exhumálták, azzal a céllal, hogy – végakaratát megsértve – elégessék és hamvait a tengerbe szórják.
Rudolf Heß volt az egyetlen vádlott, aki azt mondta: „Ich bereue nichts”, azaz „Nem bántam meg semmit”.

## Források

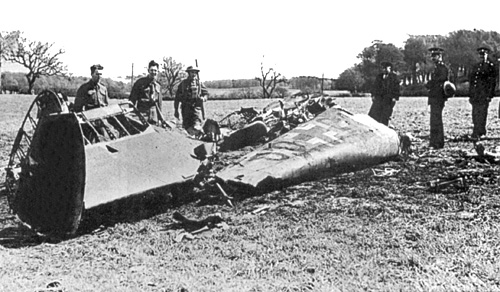
Heß gépének roncsai a skóciai Bonnyton Moor közelében. 1941. május 10.